# 1º Reggimento fanteria "Veneto Real"
Il 1º Reggimento di fanteria "Veneto Real" fu un reggimento dell'Esercito della Repubblica di Venezia.
Risulta essere il reggimento più vecchio della Serenissima. Fondato nel 1685, fu il più ambito dai comandanti militari veneti e all'inizio l'unico a non portare il nome del suo colonnello.
Da specificare che il termine "Real" non indicava l'appartenenza ad una monarchia ma il fatto che il reggimento era formato da uomini scelti. Gli uomini erano i migliori militari della Repubblica di Venezia e provenivano da tutti i territori di San Marco.
Nel 1788, quando si decise di numerare i reggimenti della Serenissima Repubblica di Venezia, al Reggimento "Veneto Real" fu attribuito per diritto il numero I, a significare l'eccellenza del corpo; tale numero veniva riportato in cifre romane sul bottoni della velada.
Il Reggimento venne impiegato e combatté duramente in Levante tra il 1685 e il 1716, contro le truppe turche, facendo ritorno in patria ogni tanto nei periodo di calma. Nel 1740 fu rimpatriato nella terraferma veneta per essere acquartierato nel castello di Brescia. Nel 1749 fu impegnato ancora in Levante con compiti di presidio delle Fortezze Venete. Nel 1797 con 450 uomini si trovava a Zara, capitale dello Stato da Mar agli ordini del colonnello Giulio Alberti.
Il moto del Reggimento è quello del suo creatore, Francesco Morosini: In Certamine Prima ("Primi in battaglia").
Alla caduta della Serenissima, i 18 reggimenti vennero numerati dal Senato con l'indicazione del rispettivo colonnello o città di residenza.